# Kreis Coesfeld
Kreis Coesfeld ['koːsfɛlt] ligger i Münsterland i Westfalen i den nordlige del af den tyske delstat Nordrhein-Westfalen og blev dannet i forbindelse med områdereformen  1. januar 1975. Den hører til  Regierungsbezirk Münster og er en del af Landschaftsverband Westfalen-Lippe. Administrationsby i  Kreisen er byen Coesfeld.

## Geografi
Hele Kreis Coesfeld ligger i Münsterland. Højeste punkt kreisen og i  Münsterland er 187 moh. ved Longinusturm i Baumbergen.

### Nabokommuner og -byer
Kreis Coesfeld grænser (med uret fra nord) til Kreis Steinfurt, til den kreisfri by Münster, til Kreis Warendorf, til den  kreisfri by Hamm samt til kreisene Unna, Recklinghausen og Borken.

## Byer og kommuner
Kreis Coesfeld er inddelt i elleve byer og kommuner med i alt 219929  indbyggere pr.  2018-12-31

| Byer 1. Billerbeck (11566) 2. Coesfeld (36217) 3. Dülmen (46590) 4. Lüdinghausen (24590) 5. Olfen (12846) | Kommuner 1. Ascheberg (15372) 2. Havixbeck (11829) 3. Nordkirchen (10063) 4. Nottuln (19557) 5. Rosendahl (10806) 6. Senden (20493) |